# うつぼ料理

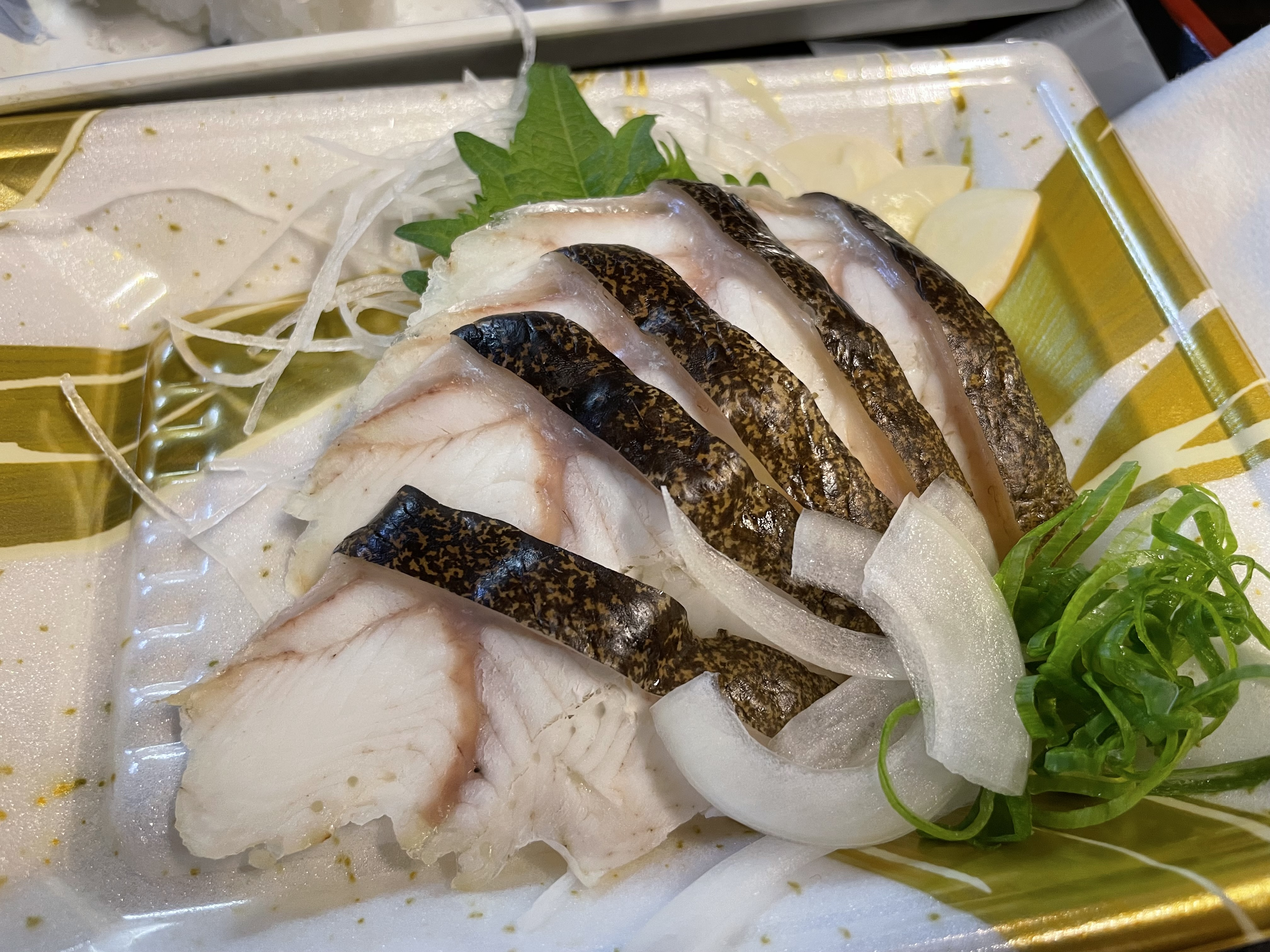
うつぼのタタキ。高知県高知市のひろめ市場にて。

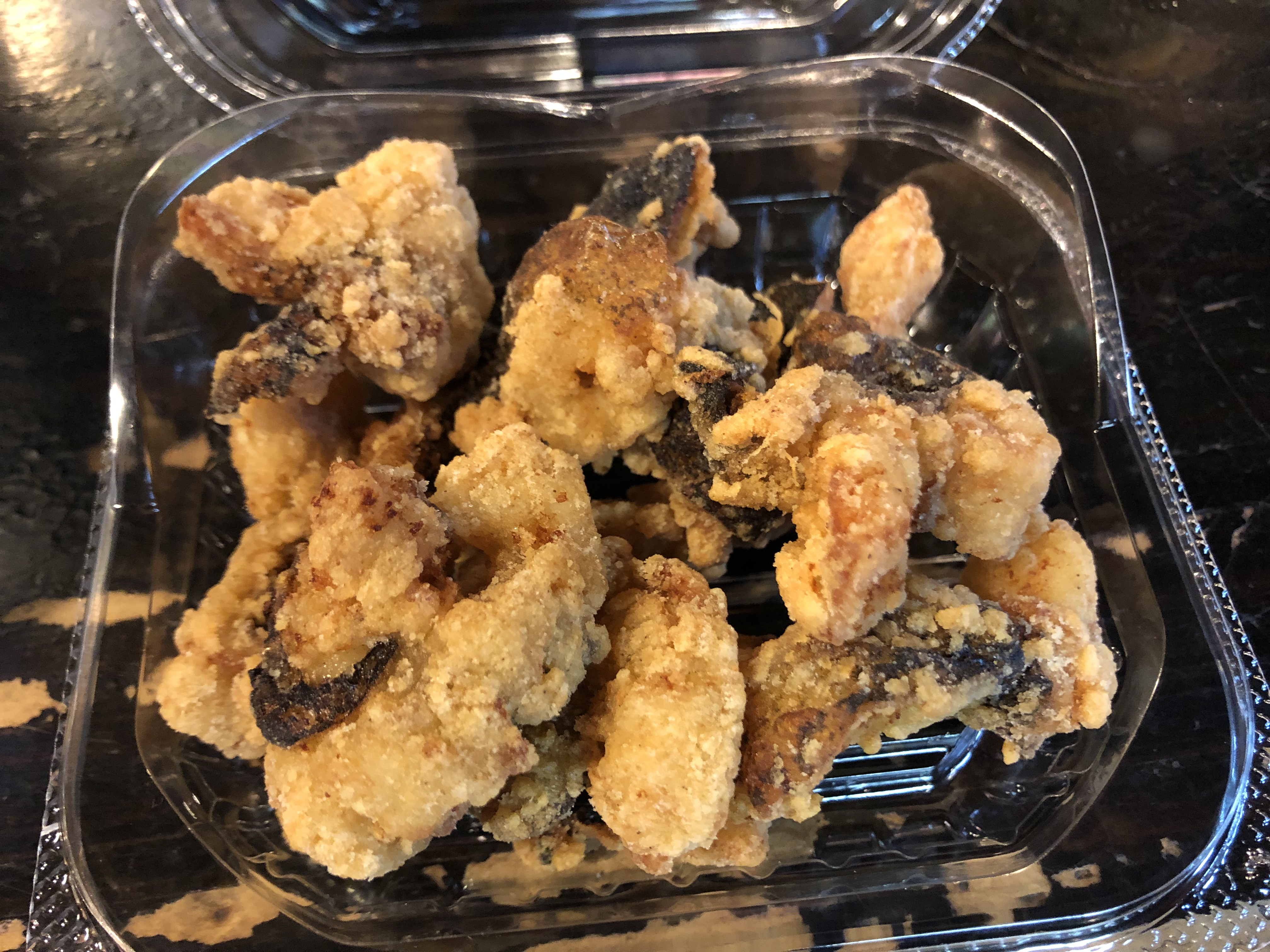
うつぼの唐揚げ。ひろめ市場にて。

うつぼ料理（うつぼりょうり、鱓料理）とは、うつぼを主な素材にした料理。

## 概要
うつぼはゼラチン質を多く含み、たんぱく質やカルシウム、鉄分が豊富な食材であるものの、見た目の悪さや独特のぬめり、小骨が多く下処理が必要になることから、食べる習慣のある地域は少ない。日本では、高知県や徳島県、長崎県五島列島の郷土料理、和歌山県といったごく一部地域でのみ食材として流通している。これらの地域でも家庭で調理されることは少ない。
中国では広東省、海南省、香港などの南シナ海に面した地域で食べられている。現在では、活魚輸送の技術が発達したため、北京や雲南省といった内陸地でも高級食材として出す店もある。

## 種類
うつぼの刺身
五島列島周辺にてキダコと呼ばれ、薄切りにした刺身が食べられている。
うつぼのタタキ
主に高知県で食べられている。
調理法は以下のとおり。
1. 三枚におろし頭と内臓を取る。
2. 骨切りをする。
3. 鰹のたたき風にあぶり焼にする（鰹と異なり、中までしっかりと火を通す）。
4. 薄く削ぎ切りにし、ネギ、ミョウガなどの薬味を乗せ、たれをかけて食べる。

うつぼの兜煮
タタキ等で余った頭を甘辛く煮て食す。高知県土佐市戸波地区では一度にたくさん作り近所に配る習慣がある。
うつぼの干物
千葉県の南房総地域ではナマダと呼ばれ、干物が作られている。
干物はぶつ切りにして天ぷらや煮物など再加工して食べられている。
うつぼの煮凝り
うつぼの身を野菜などで煮味付けをして型に入れて冷ますとうつぼのゼラチン質によって固まる。
うつぼのスープ（油追湯）
すまし汁。中国でよく見られる食べ方で、ぶつ切りにして、野菜などと煮て、塩や酒で味を付ける。
うつぼの醤油蒸し（豉汁蒸油追）
広東料理。ぶつ切りにして、小皿に盛り、醤油、豆豉、油などの調味料、葱、生姜などの薬味をまぶして、蒸籠で蒸す。